# Megachile coelioxoides
Megachile coelioxoides är en biart som beskrevs av Cresson 1878. Megachile coelioxoides ingår i släktet tapetserarbin, och familjen buksamlarbin. Inga underarter finns listade i Catalogue of Life.